# Offshore-Windpark Kaskasi

Lage von Kaskasi innerhalb der Windparks in der Deutschen Bucht

Der Windpark Kaskasi (offiziell: Kaskasi II) ist ein Offshore-Windpark in der Nordsee ca. 35 Kilometer nördlich der Insel Helgoland. Er steht auf einer Fläche von etwa 17 km².
Die letzte der 38 Windkraftanlagen wurde im November 2022 installiert und 2/3 der Anlagen liefern zu diesem Zeitpunkt bereits Strom. Der Windpark wurde am 23. März 2023 offiziell in Betrieb genommen.
Im Raum Ostafrika ist der Kaskasi (Kaskazi) ein starker Monsun-Wind aus Nordosten.

## Planung
Das Planfeststellungsverfahren für die Errichtung und den Betrieb des Offshore-Windparks Kaskasi II wurde 2011 durch RWE Innogy eingeleitet und 2017 ruhend gestellt. Im April 2018 sicherte sich Innogy einen Zuschlag nach dem Windenergie-auf-See-Gesetz über eine Netzkapazität für 325 MW. Die im April 2019 zur Fortsetzung des Planfeststellungsverfahrens eingereichten Unterlagen sahen eine Konkretisierung und Fortentwicklung des bestehenden Antrags vor, weshalb das Planfeststellungsverfahren als Änderungsverfahren fortgeführt wurde. Am 12. Dezember 2020 genehmigte das Bundesamt für Seeschifffahrt und Hydrographie (BSH) den Bau und Betrieb des Windparks mit 38 Windenergieanlagen als erstes Projekt nach dem Windenergie-auf-See-Gesetz. Davon sind sechs Pilotwindenergieanlagen, für die die Bundesnetzagentur zusätzliche Netzanbindungskapazität in Höhe von 17 MW zugewiesen hat.

## Bau
Ende des Jahres 2021 wurde mit der Bauvorbereitung begonnen. Für die Installation der Umspannplattform, die von Bladt Industries im dänischen Aalborg hergestellt wurde, kam das Kranschiff Gulliver zum Einsatz. Für die Gründungsarbeiten der Windenergieanlagen wurden die Seaway Strashnov, Neptune, Sea Challenger (beide von DEME) und die Blue Tern von Fred. Olsen Windcarrier genutzt.
Die Bauzeit auf See betrug insgesamt neun Monate. Die Investitionskosten für Kaskasi beliefen sich auf rund 800 Millionen Euro.

## Technik
Turbinenlieferant ist Siemens Gamesa. Die eingesetzten SG 8.0-167 DD Flex-Turbinen sollen eine Leistung von jeweils bis zu 9 MW erbringen können. Erstmals kamen bei einigen Turbinen recyclebare Rotorblätter zum Einsatz. Die erste mit solchen Rotorblättern ausgestattete Anlage begann im Sommer 2022 mit der Stromproduktion.
Die Gründung erfolgte mit Monopiles. Beim Bau der Fundamente wurde erstmals eine Vibrationsrammtechnik angewandt, um die Konstruktionszeiten und die Schallemissionen gegenüber der herkömmlichen Schlagrammtechnik zu verringern.
RWE Renewables, itap, BioConsult SH, die Universität Stuttgart und die Technische Universität Berlin erforschen gemeinsam diese neuartige Vibrationsrammtechnik.
Die Fundamente von drei Turbinen sollen mit einem Stahlkragen ausgestattet werden, der die Tragfähigkeit der Struktur verbessern soll.

## Netzanbindung

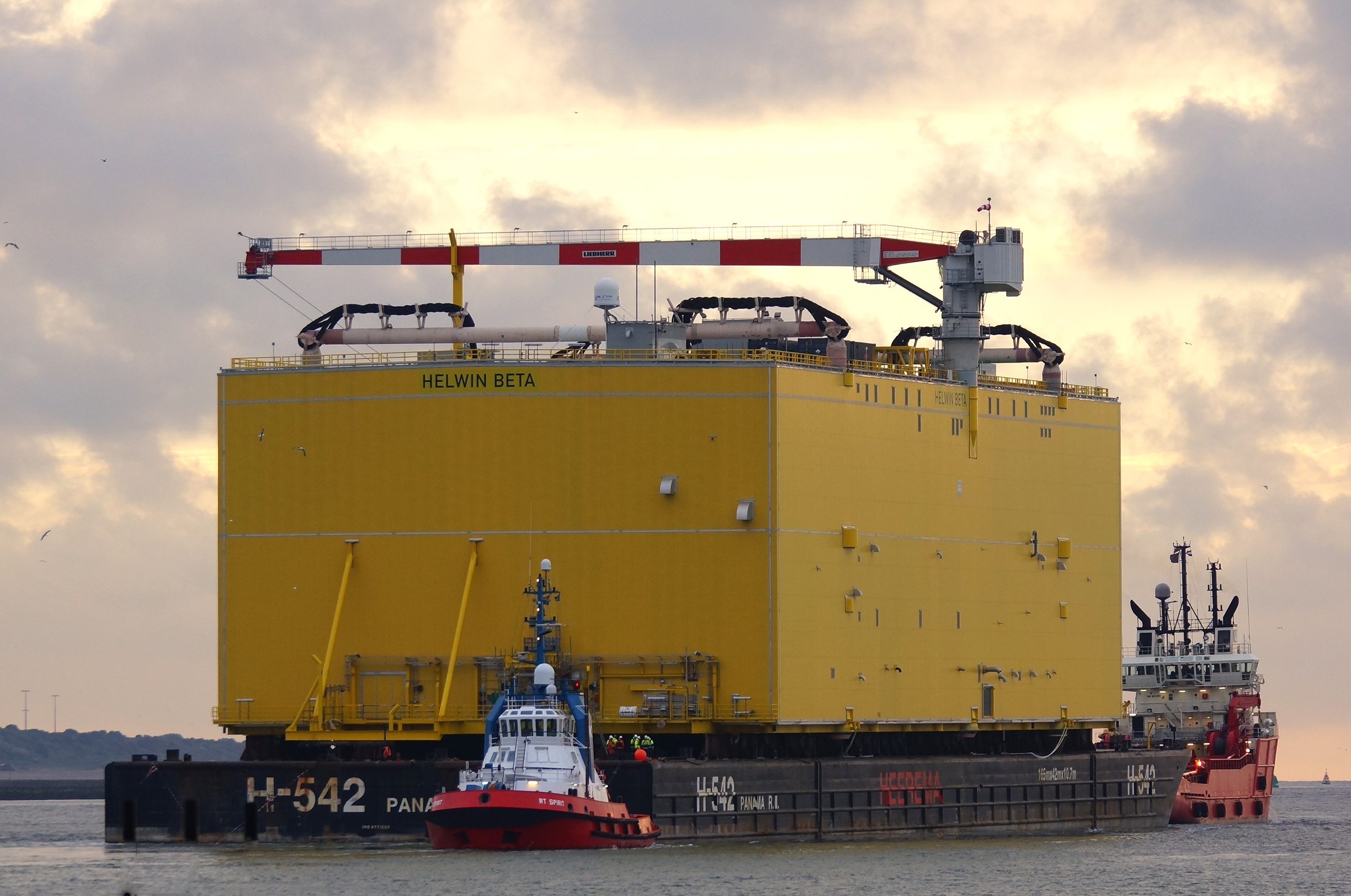
Die Konverter-Plattform HelWin beta beim Transport

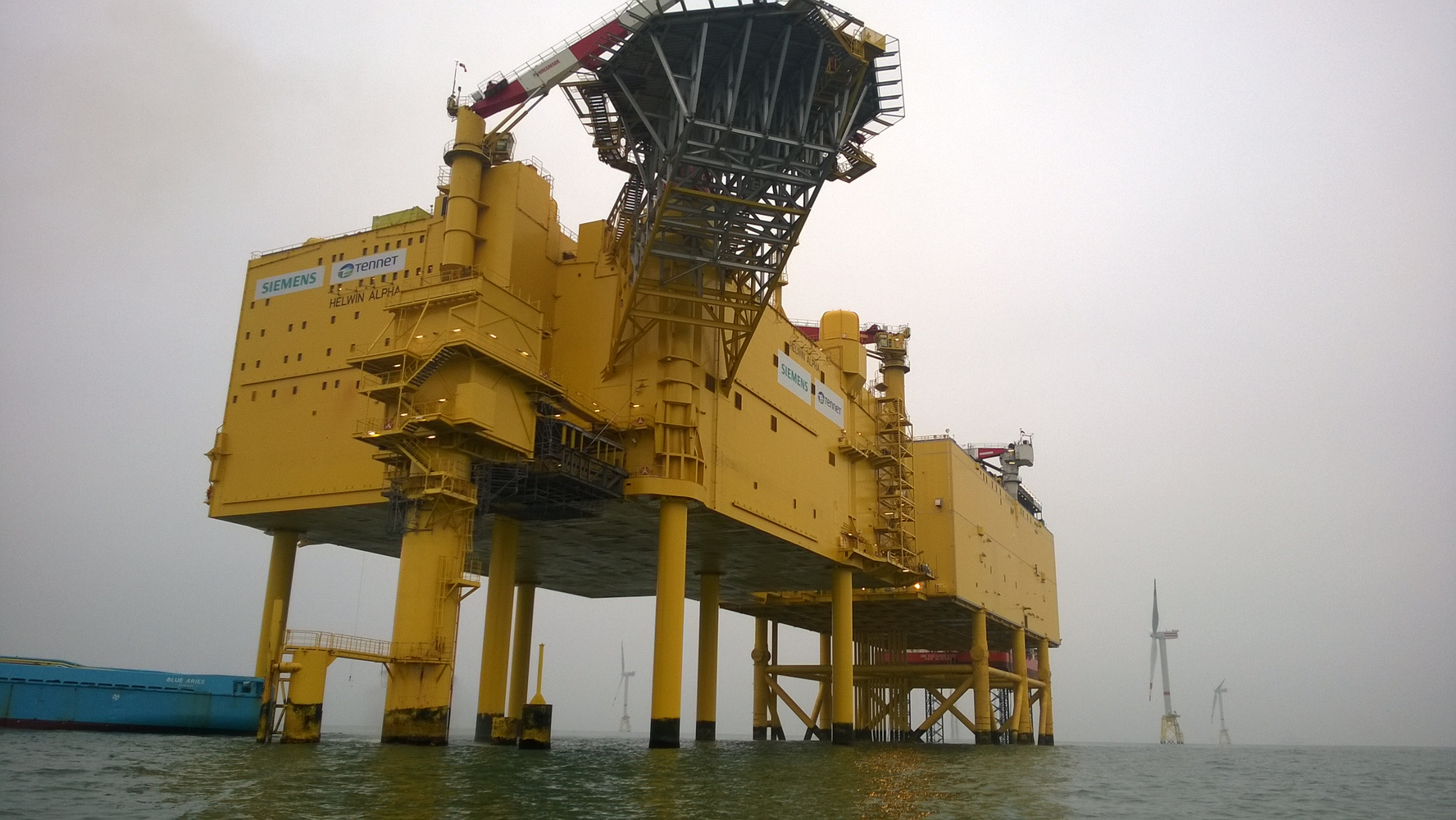
Die verbundenen Konverter-Plattformen HelWin alpha und HelWin beta

Die 38 Windenergieanlagen sind über Mittelspannungskabel mit einer Umspannplattform im Windpark verbunden, die den Dreiphasenwechselstrom (Drehstrom) von 33 kV auf Hochspannung von 155 kV transformiert. Von dort aus wird der Strom mittels einer Seekabel-Verbindung an das Offshore-HGÜ-System HelWin2 des Übertragungsnetzbetreibers Tennet TSO geleitet. An die Konverter-Plattform HelWin beta schließt auch der Offshore-Windpark Amrumbank West mit einer Leistung von 302 MW an. Nach Umwandlung in Gleichstrom erfolgt die Übertragung über 130 km (davon 85 km Seekabel und 45 km Erdkabel) in die Konverterstation im Umspannwerk Büttel bei Büttel (Elbe).

## Betrieb
Der komplette Strom des Windparks wird über Power Purchase Agreements mit langjähriger Laufzeit an die folgenden Unternehmen geliefert:
- 250 Mio. kWh an den Lebensmitteleinzelhändler Schwarz-Gruppe
- 250 Mio. kWh an Vodafone
- 112 Mio. kWh an Thyssenkrupp Steel Europe
- 106 Mio. kWh an DHL Group
- Ensinger
- Evonik Industries
- Infraserv Höchst